# Rehfelde
Rehfelde es un municipio situado en el distrito de Märkisch-Oderland, en el estado federado de Brandeburgo (Alemania), a una altitud de 50 metros. Su población a finales de 2020 era de 5221 habs. y su densidad poblacional, 113,13 hab/km².